# Comberjon
Comberjon település Franciaországban, Haute-Saône megyében. Lakosainak száma 144 fő (2022. január 1.). Comberjon Colombier, Coulevon, Frotey-lès-Vesoul és Montcey községekkel határos.

## Népesség
A település népességének változása:
| Lakosok száma | 177  | 172  | 173  | 161  | 157  | 154  | 150  | 147  | 144  |
|               | 2013 | 2015 | 2016 | 2017 | 2018 | 2019 | 2020 | 2021 | 2022 |